# Лаури, Филиппо
Филиппо Лаури (итал. Filippo Lauri; 25 августа 1623[…], Рим — 12 декабря 1694[…], Рим) — итальянский художник эпохи барокко.

## Жизнеописание
Отцом будущего художника был фламандец Балтазар Лауверс, который переехал в Рим. Оба его сына стали художниками. Младший — Филиппо Лаури родился в 1623 году, старший же Франческо Лаури умер молодым и дата его рождения не известна. Фамилия Лаури у сыновей появилась из переделанной на итальянский лад фамилии отца.
Филиппо Лаури работал преимущественно в Риме. Создал несколько картин вместе с другими художниками, преимущественно пейзажистами или мастерами натюрморта (Марио Нуцци). Часто рисовал фигурки персонажей на пейзажных картинах Клода Лоррена. Его декоративные произведения украсили несколько римских дворцов, среди которых дворец Памфили, дворец Колонна, дворец Ченчи, дворец Киджи.
В 1654 году его избрали членом Академии Святого Луки в Риме. По данным старинных ведомостей, впоследствии его избрали руководителем академии.
Умер в Риме 12 декабря 1694 года.
В музее Лувра выставлены три картины художника в залах, посвященных итальянской живописи XVII века.

## Перечень избранных произведений

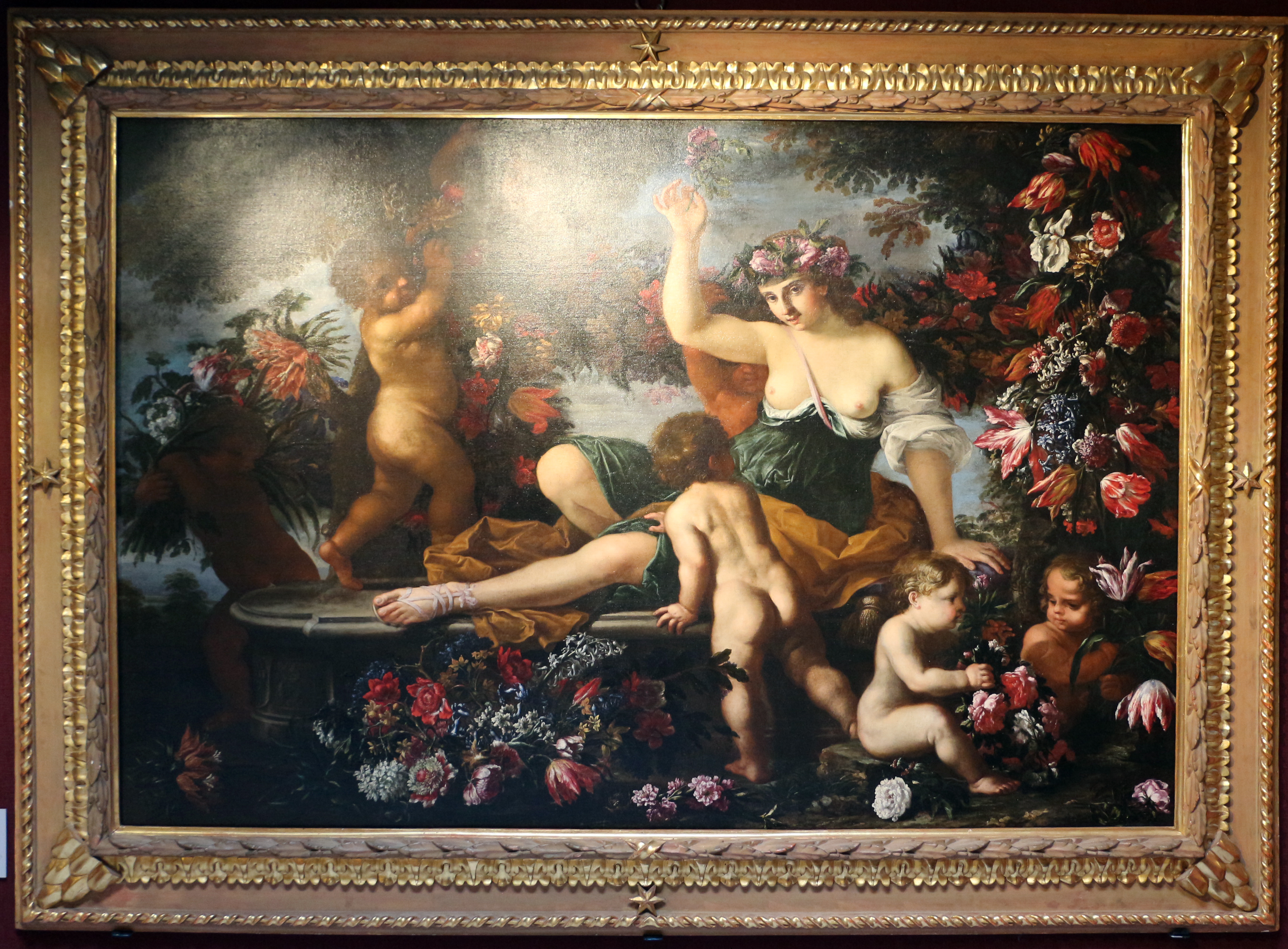
Филиппо Лаури и Марио Нуцци. «Аллегория весны»
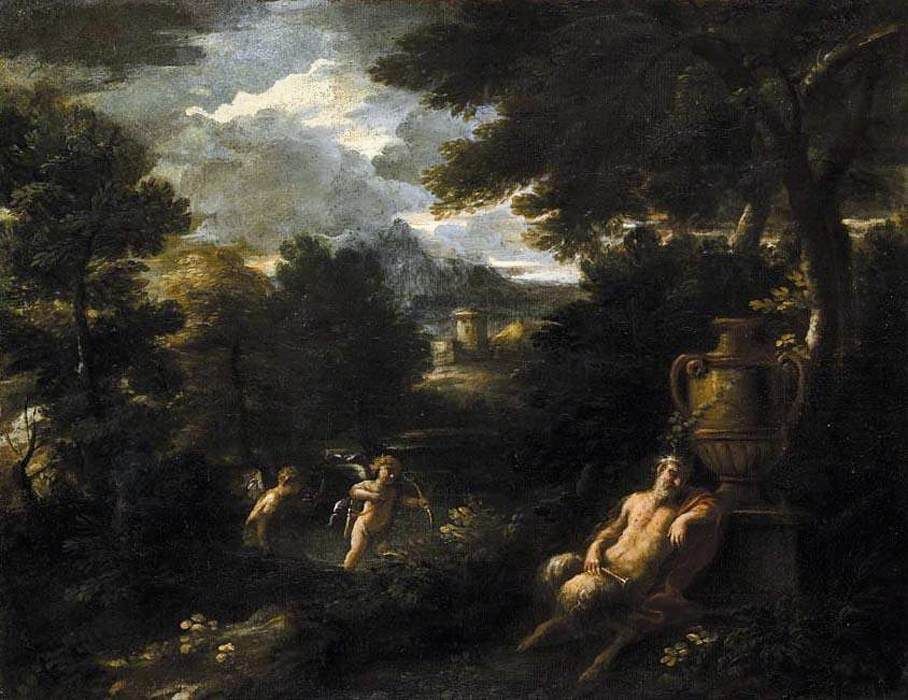
Филиппо Лаури. «Сатир и амуры в пейзаже»
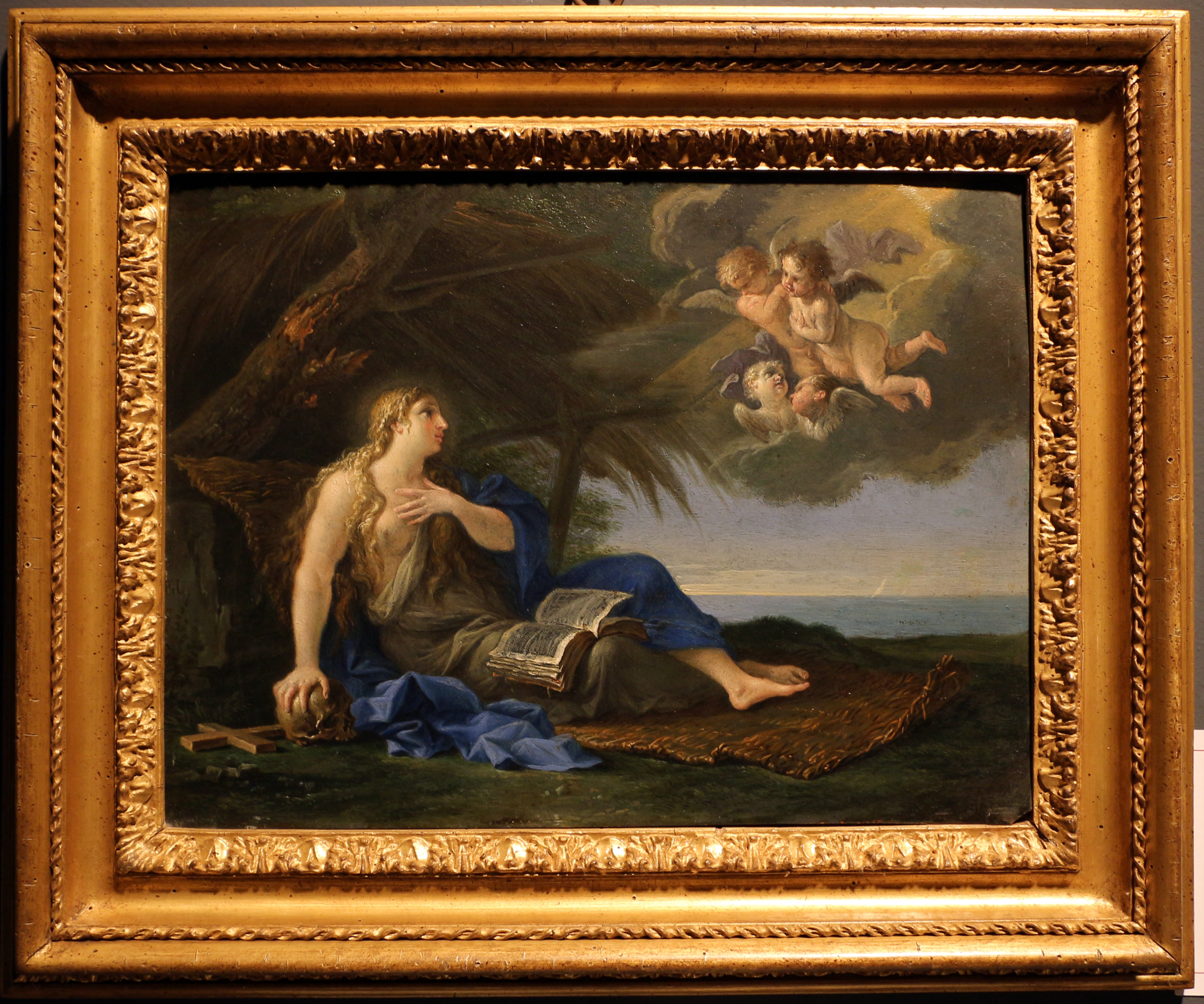
Филиппо Лаури. «Мария Магдалина в пустыне»
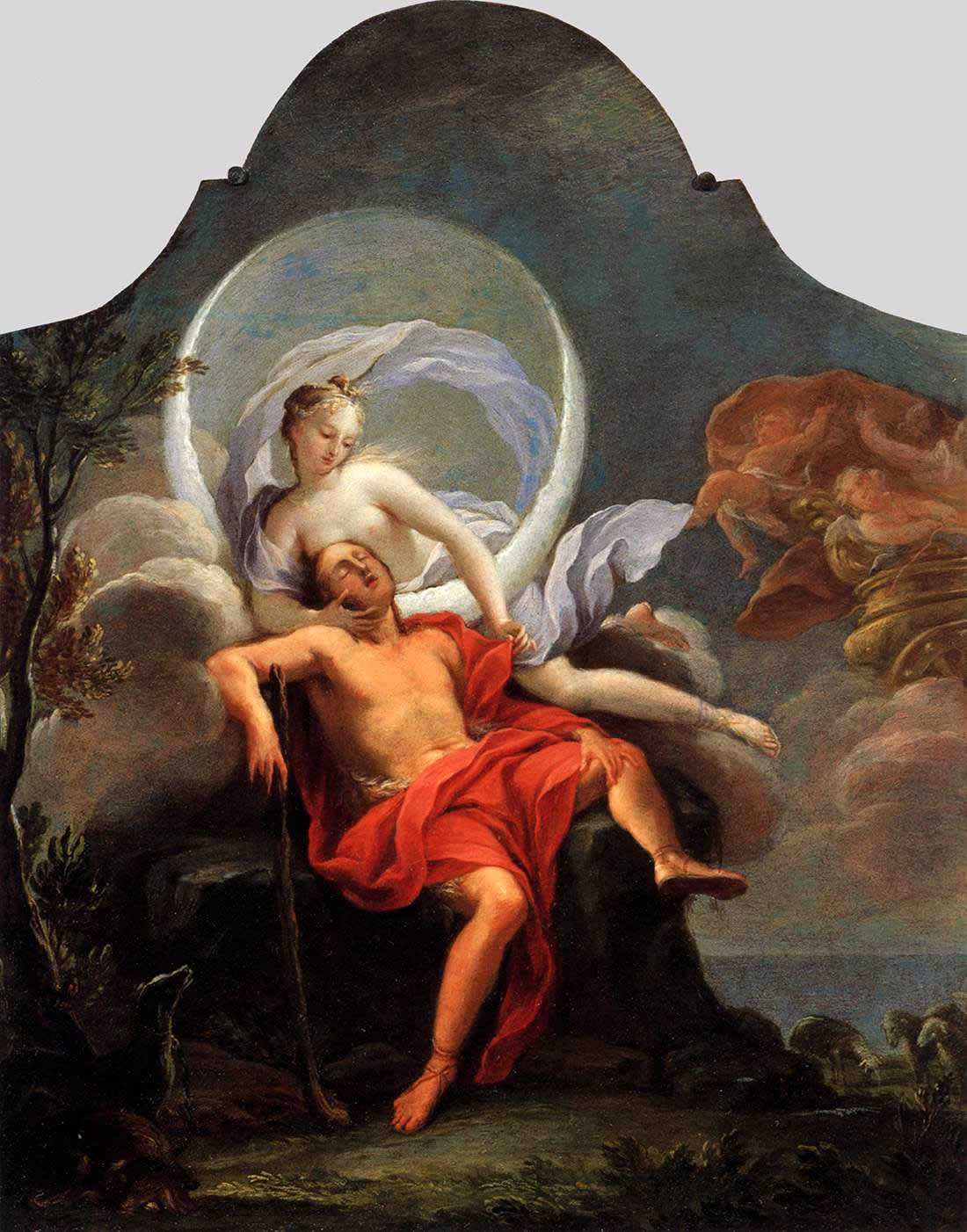
Филиппо Лаури. «Селена и Эндимион», 1650.
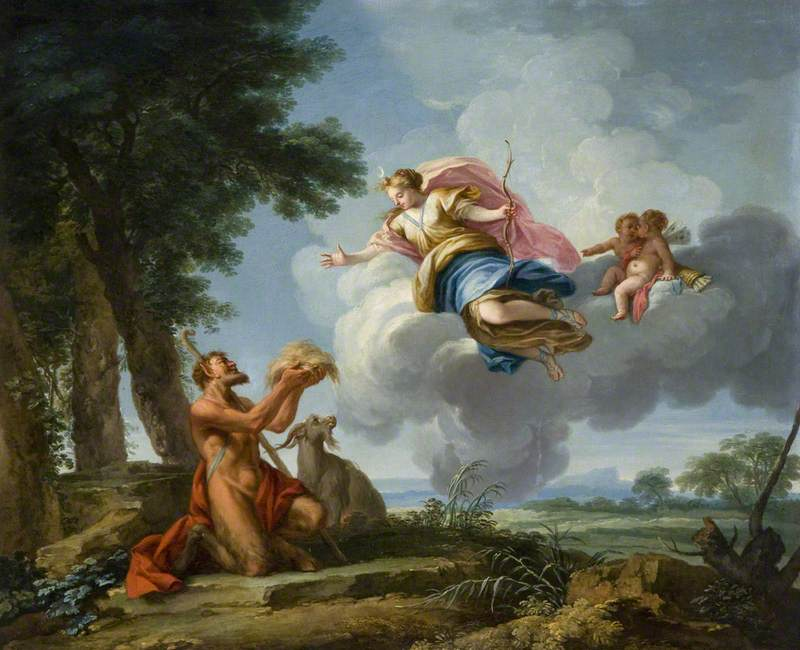
Филиппо Лаури. «Pan and Diana»
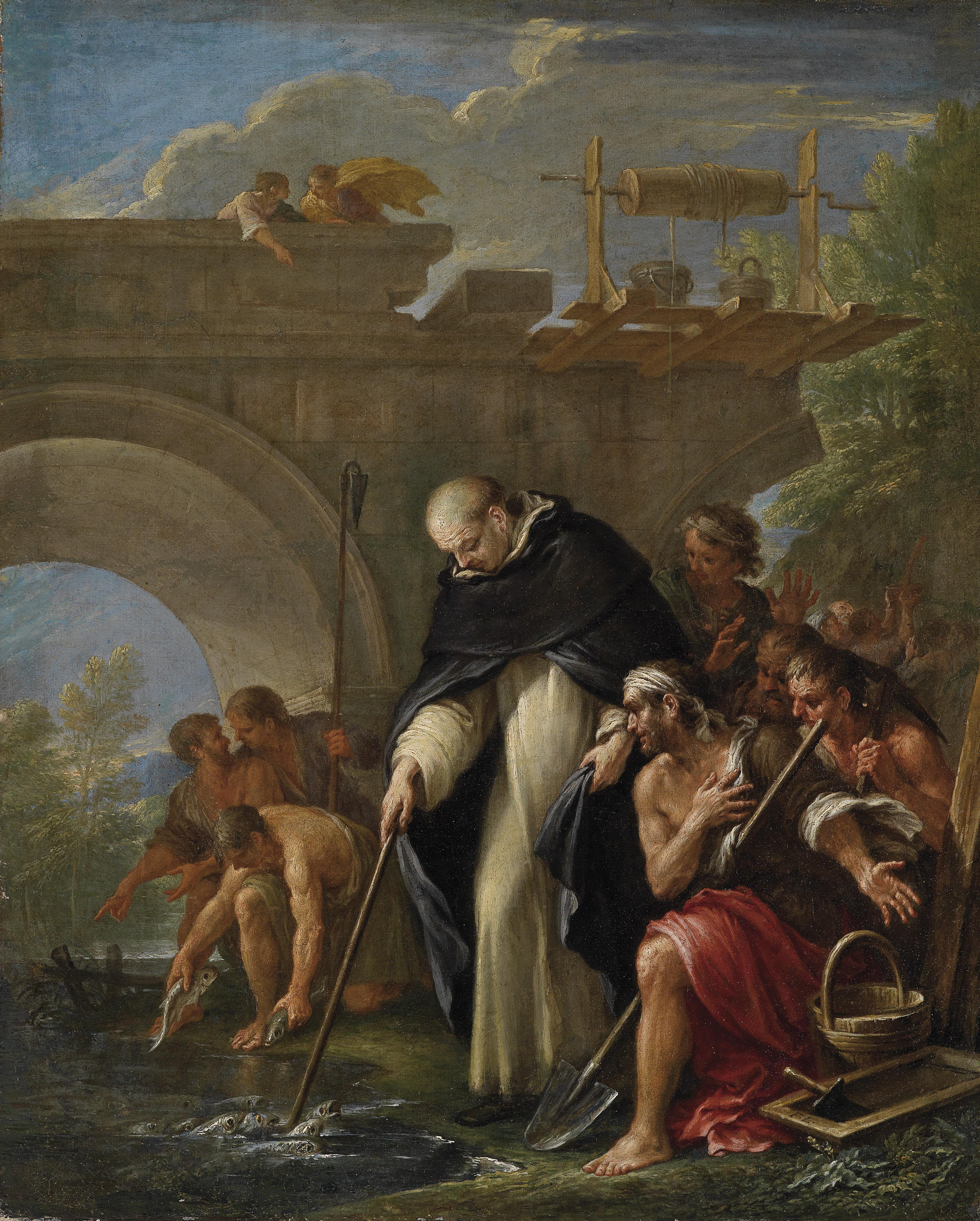
Филиппо Лаури. «Zelebrationswunder des heiligen Vinzenz Ferrer»
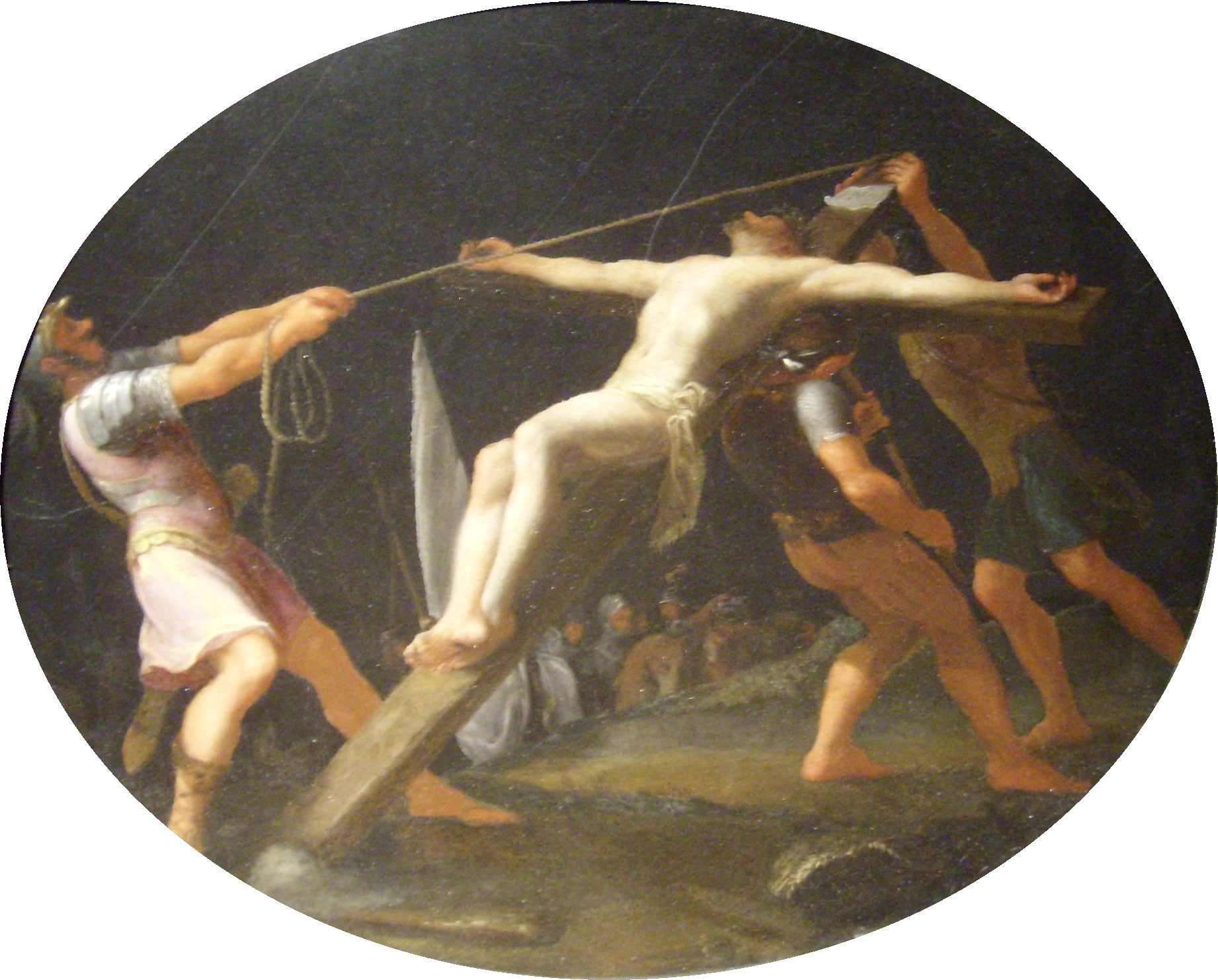
Филиппо Лаури. «Erection de la croix»